# Giovanni Battista della Porta
Giambattista della Porta (1535 - 4 de fevereiro de 1615), também conhecido como Giovanni Battista Della Porta, foi um estudioso italiano, polímata e dramaturgo que viveu em Nápoles na época do Renascimento, Revolução Científica e Reforma.
Giambattista della Porta passou a maior parte de sua vida em empreendimentos científicos. Beneficiou-se de uma educação informal de tutores e visitas de estudiosos renomados. Sua obra mais famosa, publicada pela primeira vez em 1558, é intitulada Magia Naturalis (Magia Natural). Neste livro, ele cobriu uma variedade de assuntos que havia investigado, incluindo filosofia oculta, astrologia, alquimia, matemática, meteorologia e filosofia natural. Ele também foi referido como "professor de segredos".

## Origens
Terceiro filho de Nardo Antonio e de uma patrícia da família Spadafora, Giovanni Battista Della Porta recebeu as bases de sua formação cultural em casa, onde se costumava discutir questões científicas, e demonstrou imediatamente suas notáveis capacidades inatas, que pode desenvolver por meio de estudos graças às boas condições de sua família: seu pai era proprietário de terras e armador naval. A família tinha uma casa em Nápoles, na Via Toledo, uma mansão em Due Porte, nas colinas nos arredores da cidade, e a "villa delle Pradelle"  (Vico Equense). Entre seus mestres estiveram o classicista e alquimista Domenico Pizzimenti, e os filósofos e médicos Donato Antonio Altomare e Giovanni Antonio Pisano. 

## OMagiae naturalis sive de miraculis rerum naturalium
Em 1558 publicou o Magiae naturalis sive de miraculis rerum naturalium: No prefácio, o autor alega ter escrito a obra, originalmente em quatro volumes, com a idade de quinze anos. Sucessivamente teve nove edições, nas quais foi crescendo até um total de vinte volumes, afinal compendiados num volume único em 1584: este compêndio foi largamente difundido e traduzido do latim para as principais línguas europeias.
A obra trata da ciência popular, cosmologia, geologia, óptica, produtos vegetais, medicamentos, venenos, culinária, transformações químicas dos metais, destilação, coloração do vidro, esmaltes e materiais cerâmicos, propriedades magnéticas, cosméticos, pólvora, criptografia. São citados autores antigos, como Aristóteles e Teofrasto, mas igualmente os conhecimentos contemporâneos.  Trata-se entretanto de uma compilação escolástica, não baseada em sua atividade própria de pesquisa, mas no estudo dos autores antigos e modernos. Em uma das edições descreveu uma câmera escura dotada de uma lente convexa. Embora não fosse seu inventor, contribuiu para divulgá-la através de sua obra.

## As viagens e aAccademia secretorum naturae

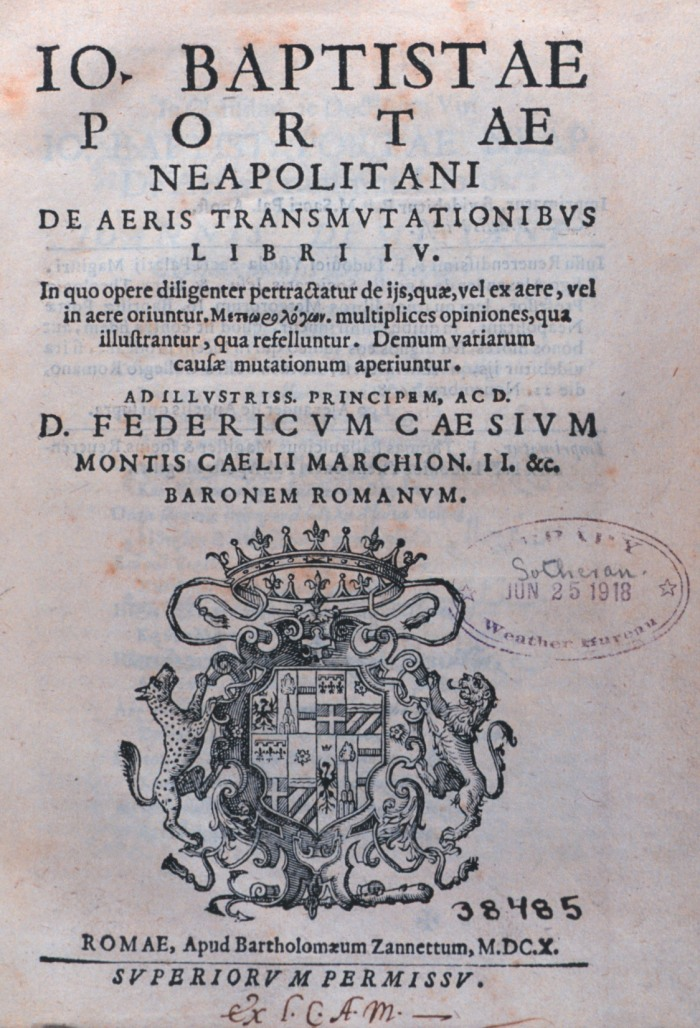
Fontispício do De aeris transmutationibus

Em 1563 publicou uma obra de criptografia, o De Furtivis Literarum Notis, na qual descreve o primeiro exemplo de substituição poligráfica cifrada, acenando para o conceito de substituição polialfabética. Por esta obra é considerado o maior criptógrafo do Renascimento.
Neste período, quando sua fama já estava consolidada, apresentou seu livro sobre criptografia ao rei Felipe II da Espanha e viajou também pela França e pela Itália.
De 1566 é uma publicação sobre Arte del ricordare, republicada posteriormente em latim, em 1602.
Della Porta havia fundado a Accademia Secretorum Naturae (Academia dos Segredos). Para pertencer a esta academia era necessário demonstrar ter efetuado uma nova descoberta cientifica, desconhecida do resto da humanidade, no âmbito das Ciências Naturais. Entretanto não era propriamente o método científico que era valorizado, mas o caráter "maravilhoso" da descoberta. Com a suspeita de envolvimento da Academia com ocultismo Della Porta foi questionado pela Inquisição em 1579 e a Academia foi fechada por ordem papal: sem entretanto serem criadas objeções aos seus estudos de ciências naturais. Entre 1579 e 1581 foi hospedado em Roma e então em Veneza e  Ferrara pelo cardinale Luigi d'Este.
Em 1583 publicou o tratado Pomarium sobre o cultivo de árvores frutíferas e no ano seguinte o Olivetum, mais tarde incluídos em sua enciclopédia sobre agricultura. Em 1586 publicou com o editor J. Cacchi di Vico Equense  a obra De humana physiognomonia em 4 livros sobre a Fisionomia, dedicado ao cardeal Luigi d'Este, que influenciará posteriormente a obra do suíço Johann Kaspar Lavater (1741-1801). Em 1599 com o editor Tarquinio Longo de Nápoles publicou uma segunda edição ampliada. Sua obra Fitognomica (1588) elenca as plantas segundo sua localização geográfica. 
Em 1589 sua casa foi frequentada por Tommaso Campanella e em 1592 reatou, numa nova estadia em Veneza a amizade com Paolo Sarpi . Teria conhecido também Giordano Bruno antes de seu encarceramento. A partir desta data, por ordem do inquisidor veneziano, Della Porta deveria requerer permissão para suas publicações em Roma. Em 1593 encontrou-se em Pádua com Paolo Sarpi e com Galileu. Em 1601 recebeu em Nápoles o fidalgo francês Nicolas-Claude Fabri de Peiresc. Em 1603 encontrou o jovem Federico Cesi e foi convidado a Praga pelo imperador Rodolfo II, ao qual dedicou o tratado sobre Taumatologia, atualmente perdido.
Escreveu ainda sobre óptica (De refractione optices, em 1589), agricultura (Villae, em 1592), astronomia (Coelestis physiognomoniae em 1601),  hidráulica e matemática (Pneumaticorum, em 1602), arte militar (De munitione, em 1606), meteorologia (De aeris transmutationibus, em 1609), e  química (De distillatione em1610). Sua obra sobre a leitura da mão (Chirofisonomia), escrita em 1581 será publicada somente muito depois da sua morte, em 1677.

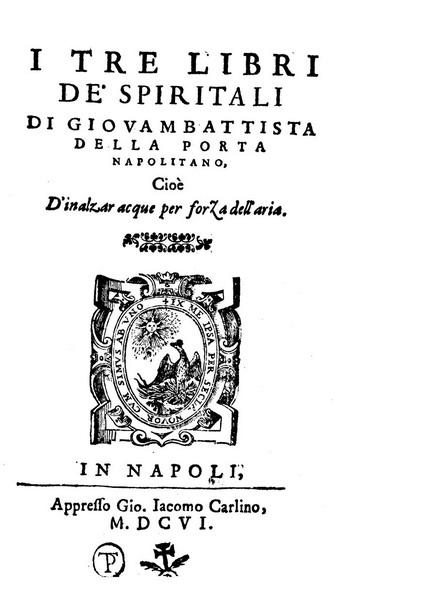
Pneumaticorum libri tres (1606)

## Os últimos anos
Em 1610 foi convidado a fazer parte da Accademia dei Lincei, recentemente fundada po Federico Cesi. Reivindicou sem muita convicção a paternidade da invenção do telescópio, tornada notória naqueles anos por Galileu, também membro da Academia a partir de 1611. Teria participado também de uma academia literária dedicada à literatura dialetal napolitana (Schirchiate de lo Mandracchio e Mprovesante de lo Cerriglio), que estava em plena atividade em 1614, e da Accademia degli Oziosi, de dramaturgos, iniciada oficialmente em 1611, da qual fazia parte também o vicerrei espanhol (Pedro Fernando de Castro, conde de Lemos).
Nos seus anos tardios colecionou exemplares raros do mundo natural e cultivou plantas exóticas. Seu museu privado era visitado por viajantes e foi um dos primeiros exemplos de Museu de história natural, inspirando o jesuita Athanasius Kircher a reunir uma coleção semelhante em Roma. Também seu irmão Gian Vincenzo havia organizado uma coleção de livros, mármores e estátuas, enquanto o outro irmão Gian Ferrante, morto ainda jovem, havia deixado uma coleção de cristais e exemplares geológicos, mais tarde vendida.
Foi também comediógrafo e escreveu 14 comédias em prosa, uma tragicomédia, uma tragédia e um drama litúrgico, que tornaram-se fonte de numerosas obras no século XVII. Seis títulos de Della Porta estavam presentes na biblioteca de Sir Thomas Browne.

## Trabalhos
- Natural Magic (1558) expandido para 20 livros em 1589. Tradução para o inglês 1658. Disponível online em
- De furtivis Literarum Notis (1563) Sobre códigos secretos e criptografia
- Villa (1583–92) Enciclopédia Agrícola
- De refractione optices (1589) On Optics
- Elementorum curvilineorum libri duo (1601)
- Coelestis Physiogranonia (1603) pub. Nápoles
- De occultis literarum notis (1606). Disponível online em
- De aeris transmutanionbus (1609) Sobre meteorologia
- De Miracoli & Maravigliosi Effetti dalla Natura prodotti (1665) pub. Veneza
- Giovanni Battista Della Porta (1586). De humana physiognomonia. Vico Equense: Giuseppe Cacchi
- Giovanni Battista Della Porta, Phytognomonica, Nápoles Orazio Salviani, 1588.
- Giovanni Battista Della Porta (1601). Pneumaticorum libri tres. Nápoles: Giovanni Giacomo Carlino
- Giovanni Battista Della Porta (1608). De distillatione. Roma: Stamperia Camerale
- Giovanni Battista Della Porta (1677). Della chirofisonomia. Nápoles: Antonio Bulifon
- Giovanni Battista Della Porta (1910). Le commedie. 1 Scrittori d'Italia ed. Bari: Vincenzo Spampanato; Laterza
- Giovanni Battista Della Porta (1911). Le commedie. 2 Scrittori d'Italia ed. Bari: Vincenzo Spampanato; Laterza